# Panzeria redambulo
Panzeria redambulo är en tvåvingeart som först beskrevs av Harris 1780.  Panzeria redambulo ingår i släktet Panzeria och familjen parasitflugor. Inga underarter finns listade i Catalogue of Life.